# Conquesta del Kanat de Sibèria

Kanat de Sibèria

El Kanat de Sibèria era un estat musulmà situat just a l'est de les muntanyes Urals. La seva conquesta per Iermak Timoféievitx el 1582 va ser el primer esdeveniment en la Conquesta russa de Sibèria.

## Actors

### Rússia

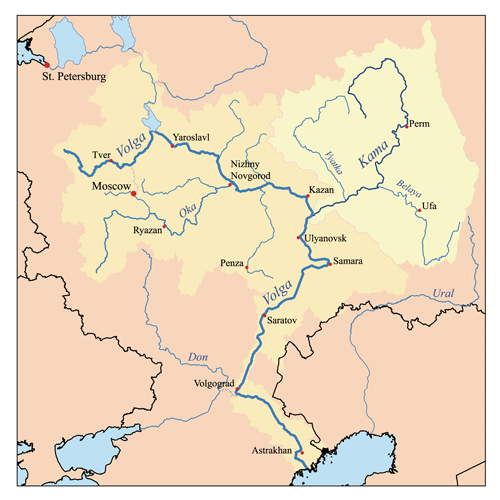
Oest dels Urals: el riu Kama i Perm

La República de Nóvgorod va desenvolupar un imperi de comerç de pells a través del nord de Rússia fins a les muntanyes Urals del nord i una mica més enllà. A l'est de Nóvgorod, la terra va anar caient gradualment sota el control de Moscou. Entre Moscou i els Urals estava el Kanat de Kazan, que es va separar de l'Horda d'Or al voltant del 1438. El 1478 Moscou va capturar Nóvgorod i el 1552 Kazan. Això va obrir la zona de Perm i el riu Kama al nord-est de Kazan. El 1558 els Stróganov van rebre un gran feu a la zona i van començar a desenvolupar-lo. Hi havia una resistència nativa dispersa. El 1573 el kan de Sibèria va enviar al seu nebot a assaltar les terres de Stróganov. Moscou va respondre amb una carta que autoritzava efectivament als Stróganovs a llançar una guerra privada contra el kan, però no es va fer res al respecte.

### Sibèria

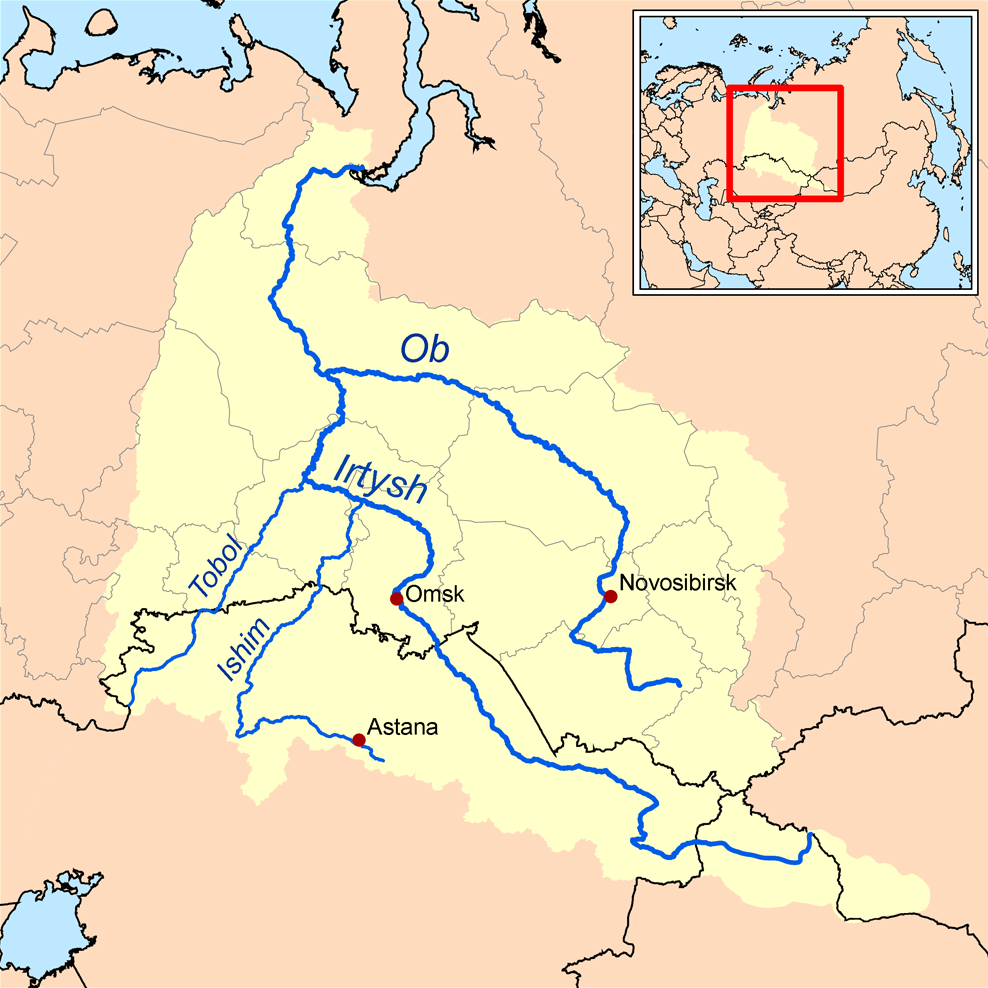
L'àrea entre Tobol i Ob és part de Irtysh. Els rius Tura i Tavda flueixen cap al Tobol

Els Urals mitjans a la latitud de Perm són bastant baixos i fàcils de creuar. La zona estava habitada pels Voguls, Mansis i, al nord de Tobolsk, pels Ostyaks, Khantis. En algun moment un grup de tàrtars siberians va establir el Kanat de Sibèria i va formar una classe dominant militar sobre una població no musulmana. Aquests 'tàrtars' eren en part musulmans turc-mongols del sud i en part conversos locals a l'Islam. Dos clans es disputaven el poder. Els Xibànides eren descendents de Genguis Kan. Els Taibugíes probablement eren d'origen local. El 1563 Kutxum, un Xibànida, va derrotar el seu oponent Taibugid i va prendre el tron. Abans de 1571 el kanat va pagar tribut limitat a Moscou.
Les cròniques siberianas són incompletes i contradictòries, igual que les fonts secundàries en anglès. Aquest relat segueix a Lantzeff, que sembla el relat més complet en anglès. Lantzeff segueix a S. V. Bakhruskin. Els principals problemes són l'any d'inici de l'expedició, els detalls de la ruta i la ubicació de la batalla a Sibèria.

## Captura de Sibèria
L'Ermak va començar la seva carrera com a pirata de riu a algun lloc del Volga. Al voltant del 1577 aquests pirates van ser dispersats per Muscovi.L'Ermak va arribar a Perm algun temps després, possiblement el 1579. El seu propòsit en envair Sibèria no és clar. Sembla haver estat una espècie de reconeixement de forces que va evolucionar fins a convertir-se en una conquesta quan el kanat es va mostrar feble. No és clar si l'Ermak va anar per iniciativa pròpia, o si va ser enviat pels Stróganov, o si els Stróganov el van animar a anar a desfer-se d'un perillós cos d'homes armats. L'Ermak tenia 540 cosacs. Els Stróganov van proporcionar la major part dels subministraments i altres 300 homes, en la seva majoria anomenats "Litva" o presoners de guerra retinguts pels Stróganov.
L'Ermak va deixar Perm probablement en l'estiu del 1581. Fisher ho fa al començar setembre del 1579 i van prendre Sibèria a l'octubre del 1581. Lincoln té permís de l'Ermak l'1 de setembre del 1582 i conquesta Sibèria tres mesos després. Naumov diu que els historiadors de finals del segle XX van establir l'any 1582 com la data d'inici, però això deixa poc temps per a la construcció de vaixells en el Tura si Sibèria va ser capturada el 1582, una data que Naumov accepta. Va navegar cap al sud pel riu Txussovaia. Quan el riu es va fer poc profund i el clima es va tornar fred, va construir casernes d'hivern a les muntanyes. Des d'aquí va assaltar als mansis locals, la qual cosa va provocar més tard l'oposició dels nadius. A la primavera va creuar els Urals fins al riu Barancha, segons Lantzeff, però la Barantxa està una mica al nord de la latitud de Perm. Va construir basses, va navegar riu avall i les va convertir en bots quan el riu es va fer prou profund. En entrar al riu Tura va navegar riu avall (sud-est) i va derrotar a un príncep natiu anomenat Epantxa al lloc posterior de Turínsk. Naumov té a Ivan Koltso i 300 homes, probablement 300 de Stróganov, que s'uneixen a l'Ermak en aquest punt, però altres fonts no ho esmenten. Continuant pel Tura, va capturar a Tiumén segons la crònica de Remizov, però Bakhruskin creu que el fort havia estat abandonat. En arribar al riu Tobol van derrotar a una força autòctona, van navegar riu avall (cap al nord) i més tard van guanyar altres dues batalles abans d'arribar a la desembocadura del riu Tavdà. Vint milles per sota del Tavdà van lliurar una altra batalla i després van capturar un llogaret natiu on van descansar durant un mes. Aquest retard tan prop de l'enemic, si va succeir, sembla molt estrany.
Deixant el campament, van navegar 12 milles pel Tobol fins a la seva confluència amb el riu Irtix al Tobolsk modern, 12 milles a l'est pel Irtix estava Sibir. Els russos van capturar el llogaret de Atik-Murza com a base i van atacar sense èxit a Sibèria. Diversos dies després van tornar a atacar. El comandant, Mamet-Kul, va resultar ferit, la qual cosa va portar a la desorganització. Els Ostyaks es van trencar primer, i després els Voguls, deixant només els Tàrtars. Kutxum va fugir durant la nit i els russos van entrar a la seva capital l'endemà al matí. Això va ser probablement a l'octubre del 1582. Els russos havien perdut 107 homes. La història de la batalla del Cap Chuvash dona un relat lleugerament diferent. Grousset lliura la batalla a «un camp fortificat a la desembocadura del Tobol per protegir els accessos a Sibir». Naumov ho té "no gaire lluny de Sibir".

## Ocupació
Durant els mesos següents, diversos cacics natius van oferir la seva submissió. L'Ermak, potser inesperadament, es va trobar a si mateix com el governant d'un kanat. Va enviar a Ivan Koltso, 50 homes i 5200 pells a Moscou per anunciar la seva conquesta. Mentrestant, els Ostyaks i Voguls havien estat atacant els territoris de Perm. Ivan el Terrible va pensar que l'Ermak havia provocat això i va enviar una airada carta als Stróganov exigint que es retirés a l'Ermak per protegir a Perm. Pocs dies després, els enviats de l'Ermak van arribar a Moscou. El tsar immediatament va canviar d'opinió i va prometre enviar un Voievoda i tropes. Va enviar regals a l'Ermak incloent el famós vestit d'armadura.
Els cosacs van enviar grups d'assalt per recollir a Yasak. Bogdan Briazga va baixar cap al nord pel Irtix fins al seu encreuament amb el Obi. L'Ermak va explorar el Tavdà. El parador de Kutxum en aquest moment era incert. El seu nebot, Mamet-Kul, va atacar als russos diverses vegades, va ser capturat en el riu Vagai i enviat a Moscou on més tard va tenir una carrera honorable sota el nom de Sibirski. Seid Akhmat, rival de Kutxum en el Taibugid, va tornar a la zona i es va guanyar alguns seguidors. El Karatxa, un dels antics funcionaris de Kutxum, va enviar una petició a l'Ermak perquè li ajudés a combatre els nòmades de l'estepa. Quan van arribar els quaranta cosacs d'Ivan Koltso van ser assassinats i l'expedició punitiva que van enviar va ser derrotada. Això sembla haver desencadenat un aixecament general i es va fer insegur abandonar el fort de Sibèria. Per aquesta època (novembre del 1584) van arribar 500 reforços, incloent a Streltsi, de Rússia. El menjar era inadequat i va haver-hi moltes morts durant l'hivern. Al març, el Karatxa va assetjar a Sibir. Dos mesos més tard van trencar el cèrcol per una sortida (Naumov té la sortida al març).
L'agost del 1585 l'Ermak es va assabentar que una caravana arribava des del sud i que Kutxum estava esperant per saquejar-la. Va pujar a l'Irtix per capturar la caravana o Kutxum, però va descobrir que no hi havia caravana. De tornada, va acampar en la desembocadura del riu Vagai, a unes 25 milles riu amunt de Tobolsk. La nit era tormentosa i la vigilància inadequada. Els homes de Kutxum van atacar i la majoria dels russos van morir mentre dormien. La història, que pot ser certa, és diu que l'Ermak va intentar fugir a un vaixell fluvial i es va ofegar pel pes de l'armadura que el tsar li havia enviat.[cita 

## Abandonament de Sibèria
El comandament va passar a Ivan Glukhov. Amb només 150 homes supervivents, va pensar que era impossible resistir, així que va baixar per l'Irtix i l'Obi i va creuar a Rússia pel nord dels Urals. Ali, fill de Kutxum, va tornar a ocupar la ciutat, però va ser expulsat per Seid Akhmat, al que Naumov l'anomena Seidiak. Els reforços sota el comandament de Mansurov van arribar però no eren prou forts per fer res. Van passar l'hivern a algun lloc de l'Obi i van creuar els Urals la primavera següent (1586). Naumov es va reunir amb Glukhov i Mansurov i van tornar junts a Rússia.

## Sibèria reocupada
L'Ermak havia fracassat, però el Kanat de Sibèria havia estat dissolt i Seid Akhmat no podia restaurar-lo. L'àrea va ser deixada als caps nadius que tenien poques armes de foc. La política russa es basava en la construcció sistemàtica de fortaleses, un mètode que també utilitzaven per expandir-se al sud de Moscou. En 1586, 300 russos van construir una Ostrog a Tiumén, i el 1587 un altre fort a Tobolsk. El 1588 Seid Akhmat i els Karatxa van ser convidats a Tobolsk i capturats i enviats a Moscou. El 1594 es va construir Tara al centre del Irtix per protegir la ruta de les caravanes. El 1591 es van annexionar els Mansis del riu Konda. Surgut, en l'encreuament de l'Obi-Irtix, va ser fundada el 1594. El 1594 el príncep de Pelim va ser derrotat. Kutxum va fer una sèrie d'atacs, però va ser derrotat a l'estepa de Baraba el, probablement, 1598. El 1598 es va construir Verkhoturie per assegurar la ruta sobre els Urals. En la dècada del 1590, els russos van creuar els Urals del nord fins a la conca baixa de l'Obi. Ketsk va ser fundada el 1602, obrint la ruta al riu Ienissei.